# 이중전리산소

이중전리산소의 그로트리안 도표. 금지선은 녹색으로, 허용선은 자주색으로 표시되었다.

이중전리산소(二重電離酸素, doubly ionized oxygen)는 천문학과 원자물리학에서 2가 산소 이온 O2+를 말한다. 이중전리산소의 금지선은 가시광선 대역에서 관측되며, 5007 옹스트롬에서 가장 강하고 4959 옹스트롬에서 다음으로 강하다. 천체분광학에서는 O III(오 쓰리)라고 한다. 산소 이온의 스펙트럼이 알려지기 전까지 O III 선들은 새로운 원소의 것으로 추측되었다. O III 선은 확산성운과 행성상성운에서 잘 보이며, 색깔은 녹색에서 청록색이다.
이중전리산소의 방출선은 1860년대 행성상성운을 관측하던 도중 처음 발견되었다. 이때는 이것을 새로운 원소로 생각하고 네불륨이라는 가칭으로 부르기도 했다. 그 뒤 1927년에 이라 스프라그 보웬이 현재의 이중전리산소 설명을 확립해 네불륨은 폐기되었다.
이중전리산소의 허용선은 중자외선 대역에서 관측되며, 때문에 지구상에서는 관측할 수 없다.

## 같이 보기
- 전리수소영역
- 발광성운